# 澀谷線流
澀谷線流（日语：／ Shibuya sutorīmu */?）是位於日本東京都澀谷區澀谷3丁目的一座綜合型商業設施，修建在東急東橫線舊澀谷站地上月台的南部路線部分和附近地區上。建築的低層部分是咖啡廳和餐廳，高層部分有飯店和辦公樓；14樓至35樓的辦公樓部分全部由Google承租，作為Google日本子公司的所在地。在該建築修建的同時，官民還合作修繕了附近的澀谷川和沿河的散步道。澀谷線流獲得了第62屆BCS賞。

## 概要
該建築修建的契機是東急將東橫線和副都心線實現直通運行並將路線地下化，因此東急和附近的個人地主決定共同開發高架橋所用土地:60。該建築被東京都認定為都市再生特別地區，在2015年8月以「澀谷站南街區計劃」的名稱開始都市更新事業。歷經超過三年，澀谷線流在2018年9月13日開業，其核心是地上35層、地下4層的摩天大樓。建築名來自於附近的澀谷川，而「STREAM」在英文中有「水流、小河」之意。
因該建築所在地曾是車站和鐵路路線，因此形狀細長，呈現跨過國道246號向南側的代官山方向延伸的獨特形狀。澀谷站南側的人流曾因國道246號車流量大而被分裂。為解除這一分裂並促進路人行經澀谷站南側，澀谷線流在設計時消除了建築內部和外界的區隔，並以成為能像散步小徑一樣的建築為目標:87-88。同時因澀谷地形高低差明顯，澀谷線流實現了地上和地下、澀谷站和站外城市的垂直移動，令城市顯得更加公開:88。
澀谷線流開業之後，行人可從有東橫線、田園都市線、半藏門線、副都心線月台的地下3層直達澀谷站東口國道和澀谷線流:88。建築二層的通路則利用了舊東橫縣的高架路線，成為行人可通行的甲板。甲板上重現了東橫線地上車站時代舊澀谷站象徵的蒲鉾型屋頂，並和澀谷Scramble Square、澀谷HIKARIE等建築相連。
同時官民合作改造了建築附近的澀谷川。澀谷川之前水流量較少，有著臭水溝的刻板印象。通過使用經下水處理後的再生水，澀谷川的水流得以復活。另外在澀谷線流至並木橋沿線的河畔還開設了散步道「澀谷河街」（渋谷リバーストリート），在散步道上設置了鐵路遺構和紀念碑板。散步道終點處有東急修建的名為「澀谷橋」（渋谷ブリッジ）的設施，和澀谷線流同日開業。

## 設施構成
地下有4層，地上有35層：
- 1-3F - 餐廳（約有30家店鋪）[14]
- 4F - 飯店大堂（澀谷線流EXCEL飯店東急）[15]
- 5F - 辦公樓大堂
- 6F - 會議室
- 9-13F - 飯店客房（共有177個客房）
- 14-35F - 辦公樓

- Google的日本子公司租賃這一部分。日本Google在2019年將主要辦公室從六本木新城森大樓轉移至澀谷線流。

## 音樂
櫸坂46的出道單曲《沉默的多數》的音樂錄影帶在澀谷線流的工地現場拍攝。2018年9月13日開業典禮時，櫸坂46在澀谷線流音樂廳舉辦了演唱會。在開業典禮上，隊長菅井友香亦有出席，並進行剪彩。

## 畫廊

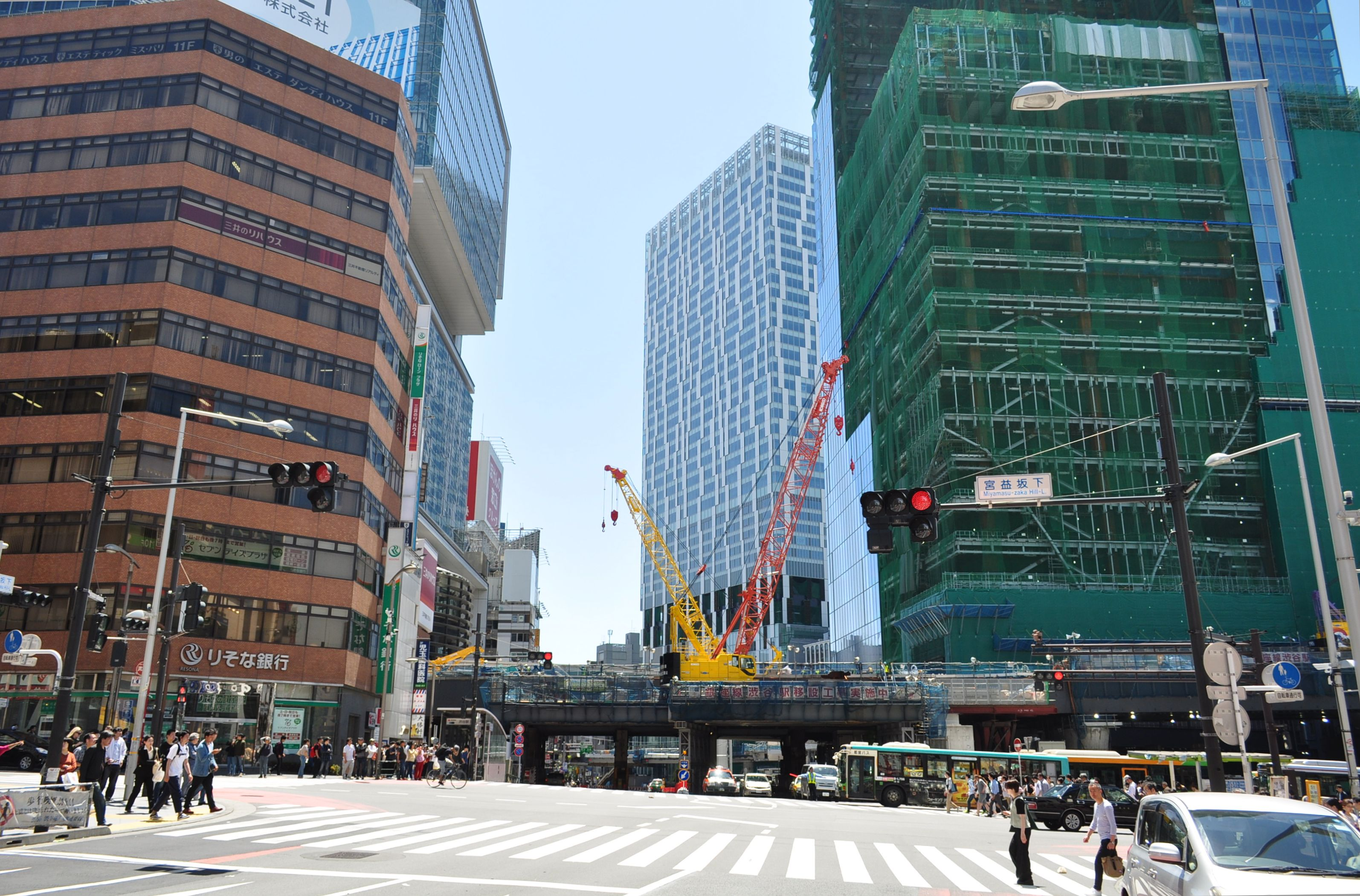
自宮益坂下路口望澀谷線流（2018年5月4日拍攝）
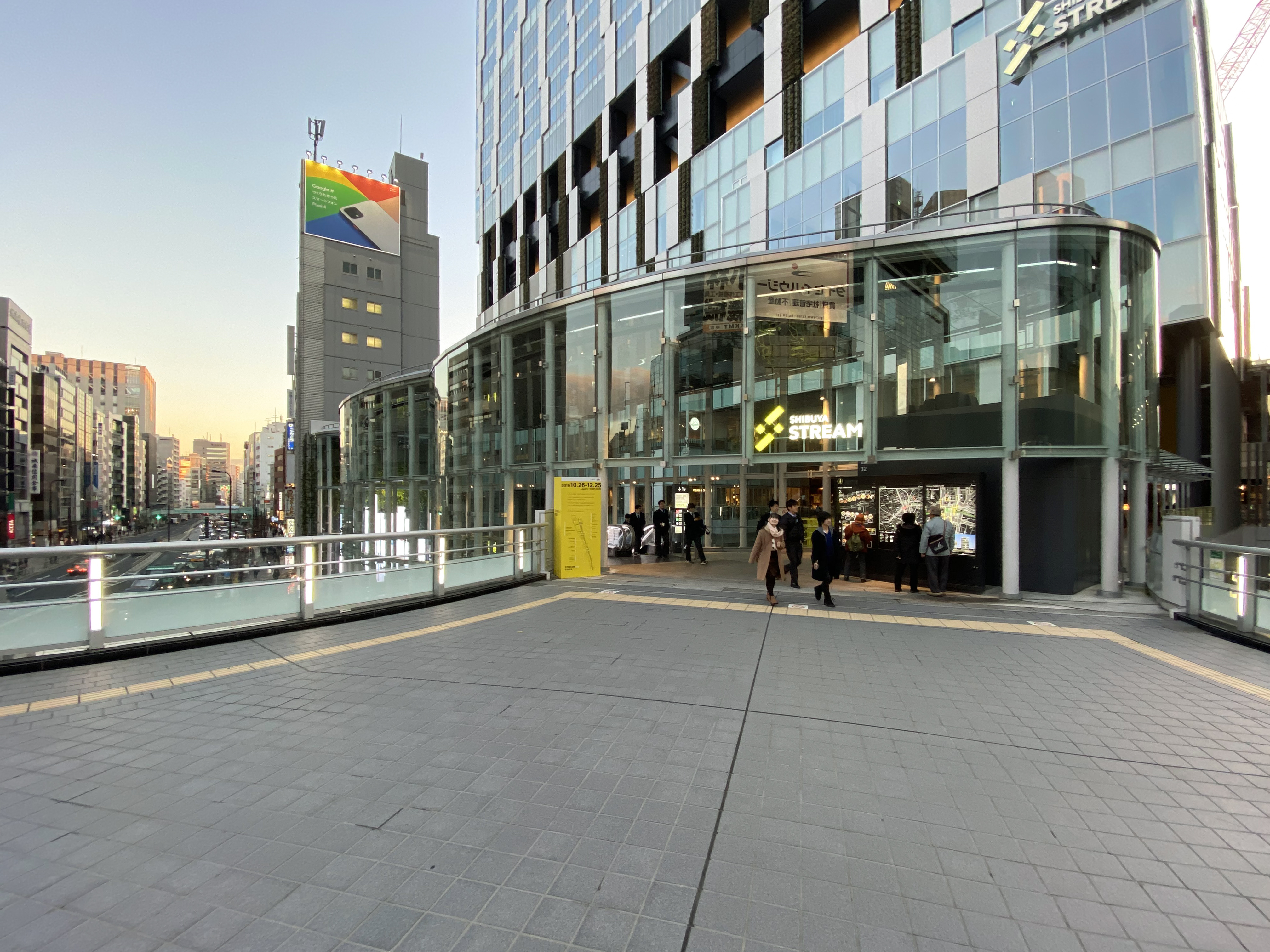
自二層望入口（2019年12月23日拍攝）
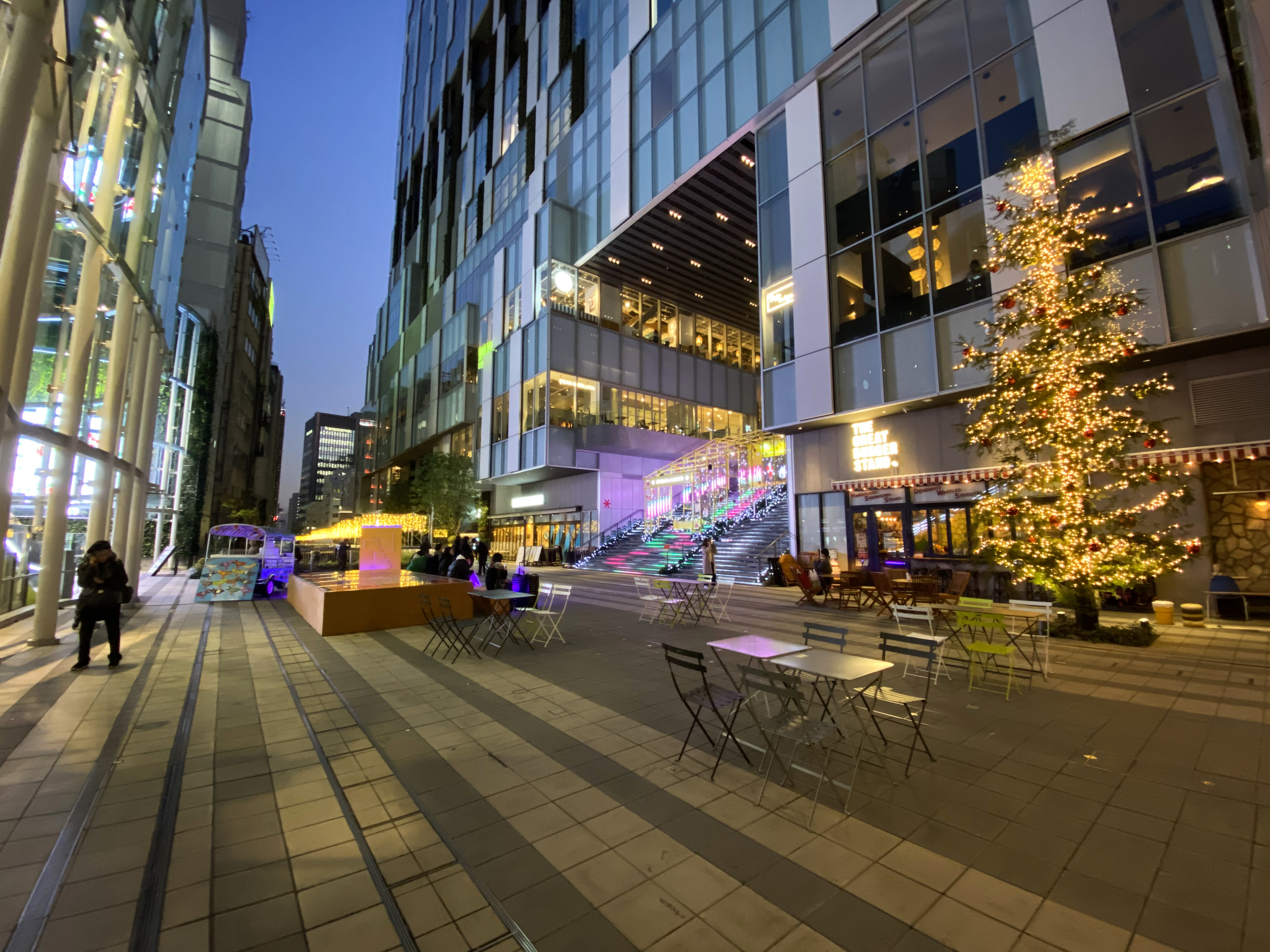
澀谷川和稻荷橋廣場（2019年12月23日拍攝）
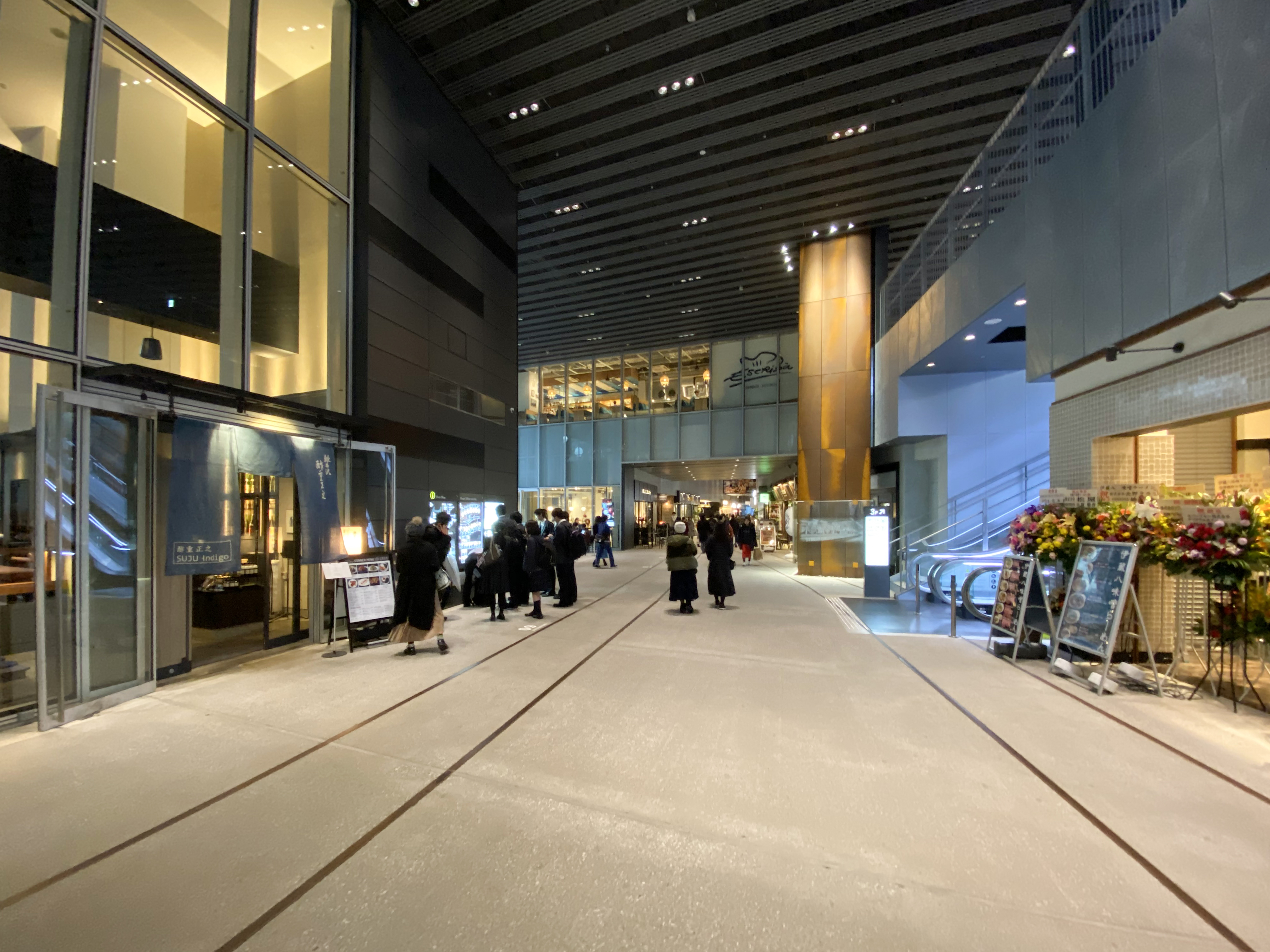
二層Stream Line。照片中類似鐵軌的痕跡重新利用了東橫線線路。
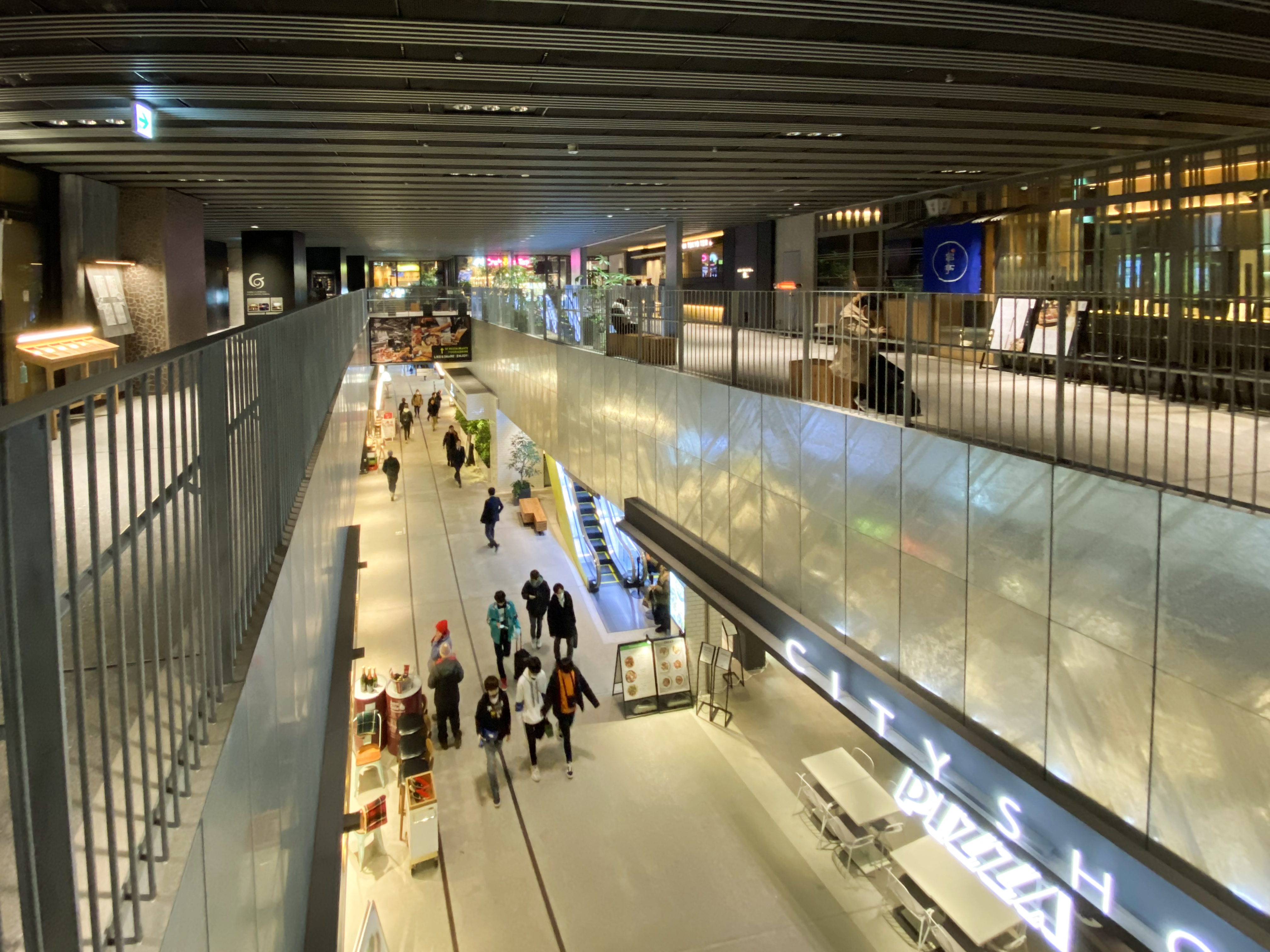
三層Stream Line（2019年12月23日拍攝）
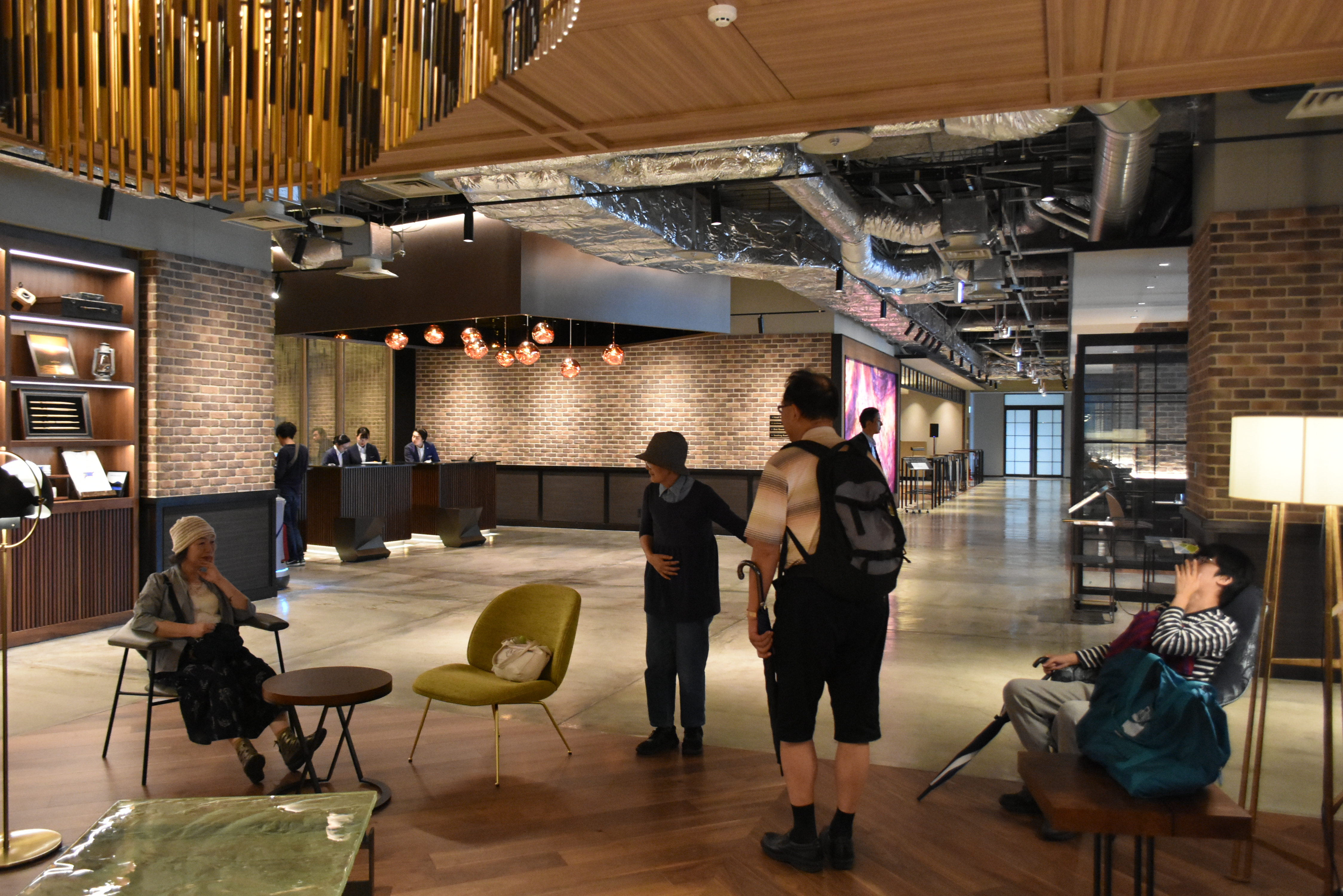
四層的酒店入口（2018年9月22日拍攝）
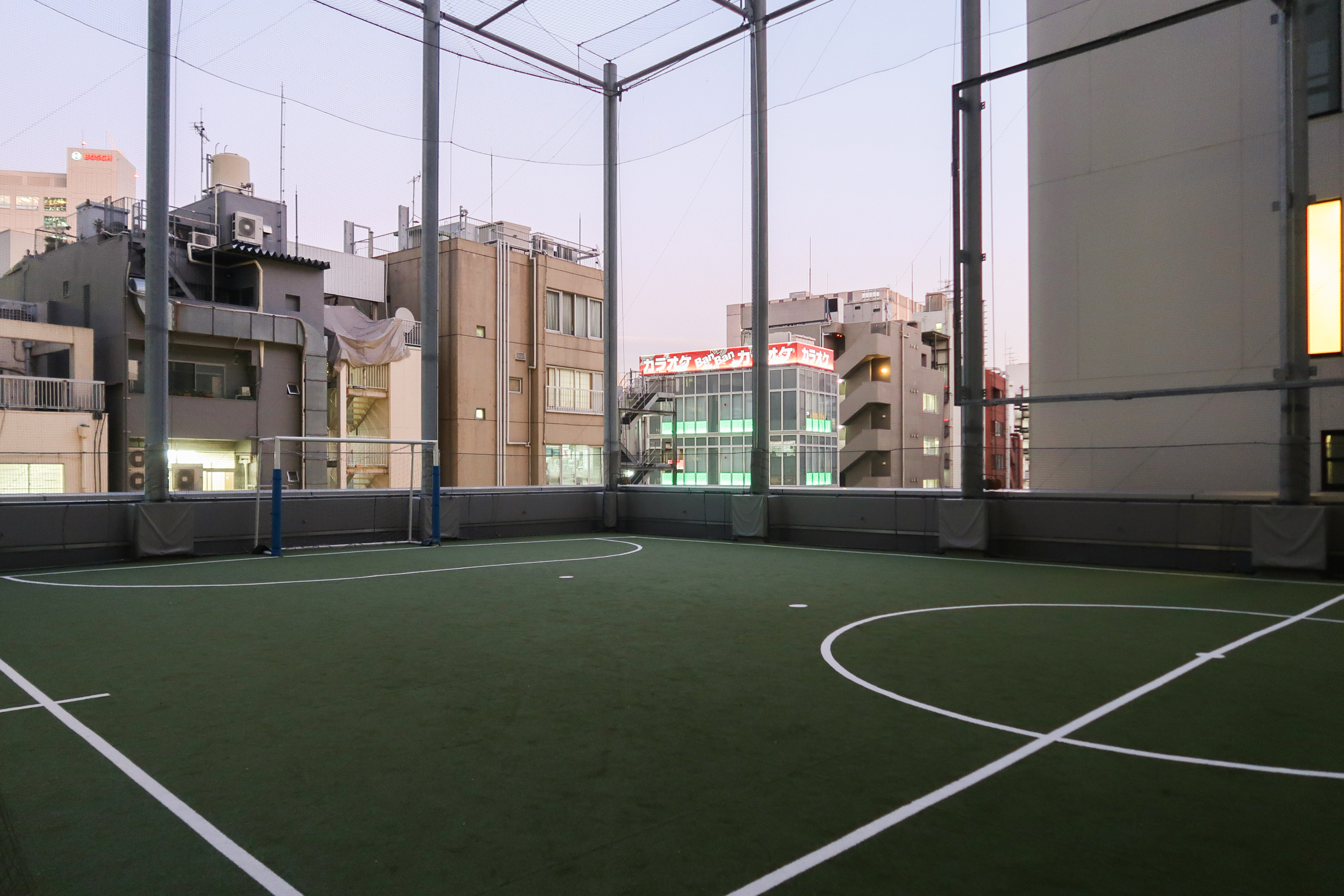
四層的ACTIVITY COURT（2019年12月23日拍攝）
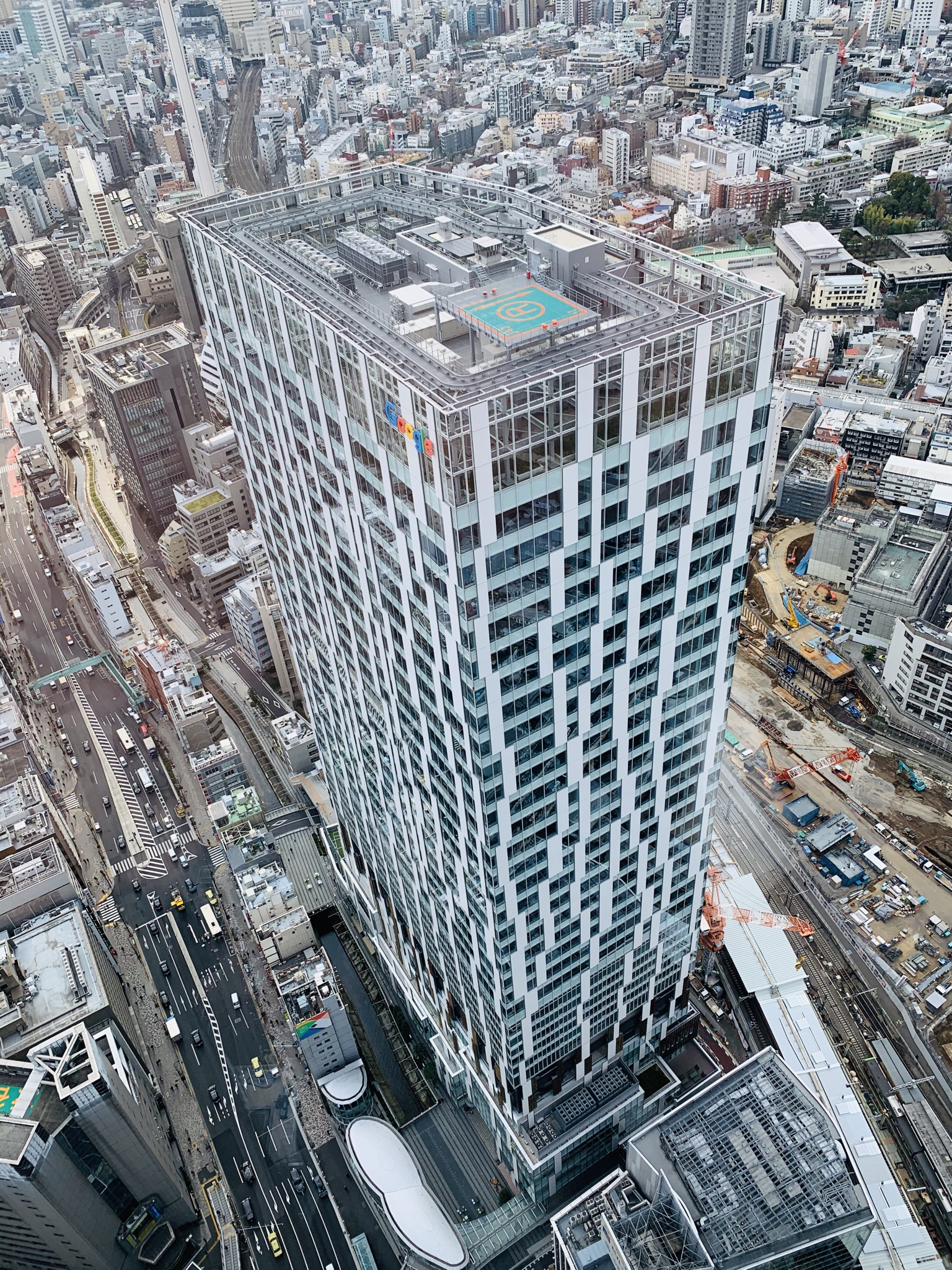
澀谷線流全景（2020年1月25日拍攝）

## 外部連結
- 官方网站（日語）
  - 澀谷線流的Instagram帳戶